# Schwenksville, Pennsylvania
Schwenksville, Pennsylvania (енгл. Schwenksville) град је у америчкој савезној држави Пенсилванија.

## Демографија
По попису из 2010. године број становника је 1.385, што је 308 (-18,2%) становника мање него 2000. године.
| Група             | 2000.         | 2010.         |
| Белци             | 1.572 (92,9%) | 1.286 (92,9%) |
| Афроамериканци    | 48 (2,8%)     | 34 (2,5%)     |
| Азијати           | 19 (1,1%)     | 10 (0,7%)     |
| Хиспаноамериканци | 36 (2,1%)     | 38 (2,7%)     |
| Укупно            | 1.693         | 1.385         |